# Regnum Plaza
Regnum Plaza este un complex de clădiri cu utilizare mixtă situat în centrul orașului Tașkent, capitala Uzbekistanului. Regnum Plaza este cea mai mare clădire și orașul inteligent din Uzbekistan și Asia Centrală. Pe 11 iunie 2020, după etapa de proiect, Uzbekistanul și Turcia au semnat un acord între cele două țări privind construcția Regnum Plaza.
Regnum Plaza este alcătuită din cinci clădiri a căror suprafață totală depășește 500.000.00 m². Complexul include, de asemenea, două turnuri de birouri cu 10, respectiv 15 etaje și un turn rezidențial cu 13 etaje. A cincea clădire a complexului este un hotel cu 11 etaje.
Centrul comercial Regnum Plaza a fost inaugurat pe 2 decembrie 2020. Are două niveluri de magazine și restaurante cu o suprafață totală de.

## Istorie
În urma anunțului de începere a construcției proiectului Regnum Plaza în orașul Tașkent, Murad Buildings, dezvoltatorul Lotului 4, negociază de doi ani cu companii din Japonia, Singapore, America și alte țări.
La dezvoltarea proiectului de construcție au lucrat peste 500 de specialiști. Designul urban din oraș a fost dezvoltat de designeri uzbeci.
Zetas Zemin Teknolojisi AS (Turcia), specializată în studiul solului pentru fundațiile clădirilor cu mai multe etaje, a fost angajată în studiul compoziției solului.
Managementul procesului de construcție, costuri și termene limită, controlul calității, ecologie, siguranță și protecția muncii a fost în sarcina companiei franceze Bureau Veritas. Aspectul și designul complexului au fost încredințate biroului de arhitectură din Uzbekistan MB STUDIO.
La prima prezentare a proiectului la hotelul Hyatt Regency Tashkent din 5 martie 2023, șeful companiei dezvoltatoare a remarcat următoarele:
„Acesta va fi primul proiect urban dintr-un oraș din țară, iar Uzbekistanul va fi proprietarul unuia dintre cele mai mari proiecte cu o soluție arhitecturală unică din Asia Centrală.
Pe 29 aprilie 2023 a avut loc o conferință de presă, unde reprezentanții companiilor dezvoltatoare au prezentat planul arhitectural al obiectului și a fost anunțată denumirea oficială a zgârie-norilor.
Pe 14 septembrie 2023 a început vânzarea spațiilor din zgârie-nori.

## Codurile și specificațiile de construcție
La proiectarea clădirii au fost luate în considerare mai multe riscuri:
- Testele de rezistență seismică efectuate la Universitatea Tașkent au demonstrat că clădirea proiectată poate rezista la un cutremur de până la 9 puncte.
- Compania germană RWDI a testat efectul vântului asupra fațadei clădirii. A fost efectuată și o analiză CFD specială, analiza a arătat confortul pietonilor din apropierea clădirii.
- Căile de evacuare ale clădirilor sunt protejate de fum datorită soluțiilor sistemului de ventilație. Incendiile din clădire sunt controlate de un sistem inteligent încorporat.
- Pentru a testa capacitatea portantă a solului, au fost construite 28 de gropi de testare cu o adâncime de până la 27 de metri și umplute cu un amestec special de beton. După 28 de zile, când betonul a atins 90% din rezistența sa, au fost efectuate teste pentru a determina capacitatea reală a acestuia de a interacționa cu grămada. Fiecare coloană a fost supusă unei presiuni de 1400 de tone. Pentru prima dată în Uzbekistan, Fundația Barrett este folosită pentru construcția unei clădiri. Pentru prima dată în Uzbekistan, betonul de calitate m800 este folosit pentru a construi un zgârie-nori. În special, pentru a dota viitorul complex cu beton de marcă specială, la marginea orașului Tașkent a fost construită o fabrică de beton, în care s-au investit 4 milioane de dolari.[4]

## Calități particulare
Regnum Plaza dispune de 1.061 de apartamente de lux de la 1 la 5 dormitoare si de la 37 la 511 m2 si dotate cu sistem de „casa inteligenta”. Cu ajutorul lui, puteți controla de la distanță toate sistemele din casă. Casa este dotata cu camere de supraveghere video 24 de ore din 24, serviciul de paza functioneaza. Clădirea este înconjurată de terenuri de fotbal, terenuri de sport, zone de agrement, supermarketuri, parcuri și alte zone publice, inclusiv camere, săli de conferințe, spa, sală de sport, piscină, bibliotecă, printre altele. Problemele comunale, tehnice și casnice ale complexului sunt gestionate de o societate privată de administrare.